# Lycaena helloides
Espèce
Le Cuivré mauve, Lycaena helloides, est une espèce d'insectes lépidoptères (papillons) de la famille des Lycaenidae et de la sous-famille des Lycaeninae, présente en Amérique du Nord.

## Dénomination
Lycaena helloides (Boisduval, 1852)
Protonyme : Polyommatus helloides Boisduval, 1852.
Au sein du genre Lycaena, cette espèce appartient au groupe Epidemia (parfois considéré comme un sous-genre de Lycaena ou comme un genre distinct, d'où les noms de Lycaena (Epidemia) helloides ou helloides).

### Noms vernaculaires
Le Cuivré mauve se nomme Purplish Copper en anglais.

## Description
C'est un petit papillon dont le mâle présente un recto marron clair à reflets violets avec une bande submarginale orange en zigzag sur l'aile postérieure. Le recto de la femelle est plus sable orangé.
Leur revers est sable orné de points marron sur l'aile antérieure et d'un fin liseré submarginal orange en zigzag sur l'aile postérieure.

### Chenille
La chenille est verte, avec des bandes jaunâtres sur le dos et des marques obliques jaunes sur les côtés.

## Biologie

### Période de vol et hivernation
Il vole en deux à quatre générations suivant les localisations. C'est le cuivré le plus commun dans l'ouest du Canada.
Il hiverne à l'état d'œuf.

### Plantes hôtes
Ses plantes hôte sont des Rumex et des Polygonum.

## Écologie et distribution
Il est présent en Amérique du Nord, au Canada, dans tout l'ouest des États-Unis et dans le nord du Mexique,.

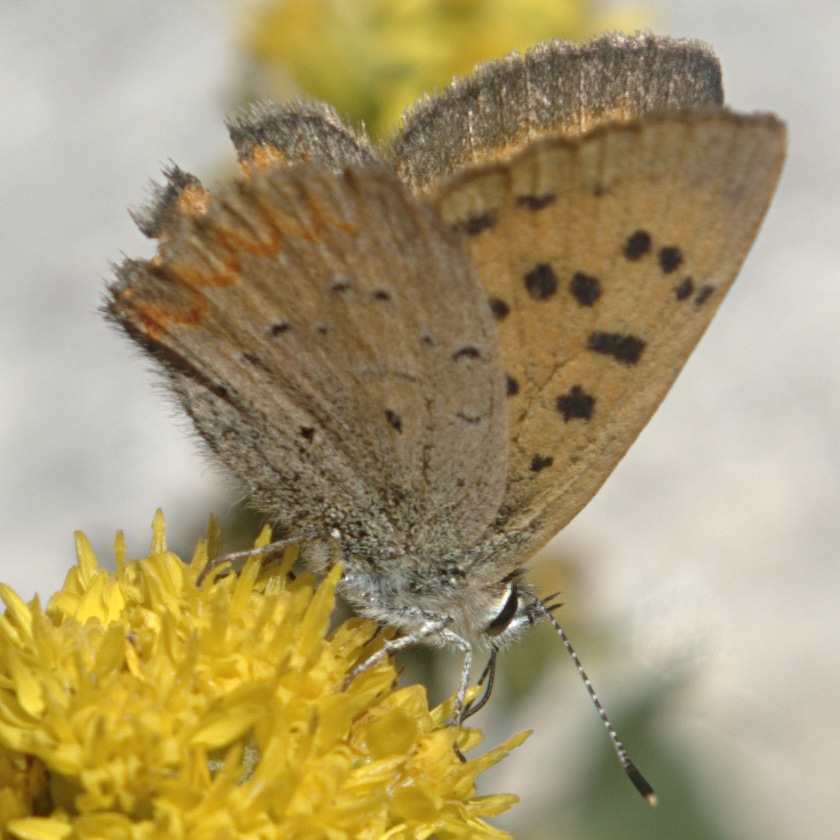
Femelle.

### Biotope
C'est un lépidoptère qui aime les friches et les bords de route.

### Protection
Pas de statut de protection particulier.